# Loquendo
Loquendo S.p.A. è una società italiana che opera nel settore delle tecnologie vocali, producendo sistemi per la sintesi vocale e l'interazione vocale automatica uomo-macchina, come il riconoscimento e autenticazione vocale. Azienda nata nel 2001 nel gruppo Telecom Italia come spin-off del gruppo di Tecnologie Vocali di CSELT operante fin dagli anni settanta, è stata ceduta al gruppo americano Nuance Communications nell'agosto del 2011. È considerato uno dei leader storici a livello mondiale del settore.

## Storia
Il gruppo che negli anni successivi si sarebbe occupato di sintesi, riconoscimento e codifica della voce viene costituito a metà degli anni settanta dall'intuizione dei dirigenti dell'IRI-STET presso i laboratori dello CSELT di Torino, già allora prestigiosi a livello internazionale. Tale gruppo CSELT è stato coordinato dall'ing. Giulio Modena dagli anni settanta fino agli anni novanta.

### Sintesi della voce

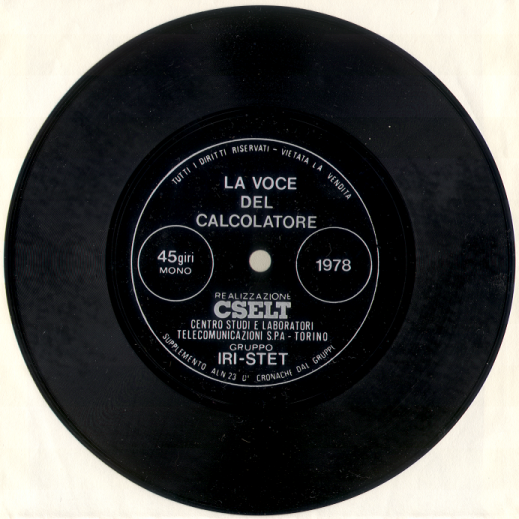
Disco audio a 45 giri con "Fra' Martino campanaro" cantato da MUSA nel 1978

Partendo dai suggerimenti dell'Università di Padova, applicando la tecnica dei cosiddetti difoni (unione di una consonante e una vocale, 150 in tutto per l'italiano) nel 1975 viene creato il primo sintetizzatore vocale con elevata intelligibilità; si trattava di MUSA (MUltichannel Speaking Automaton) che dimostrò al grande pubblico sino a che punto, con la tecnologia di allora, si poteva arrivare. Nel 1978 i risultati conseguiti in quegli anni furono condensati in un disco audio a 45 giri che fu diffuso in migliaia di copie presso i mezzi di comunicazione di massa. Fu soprattutto la canzoncina Fra' Martino campanaro realizzata in polifonia a più voci cantanti (MUSA poteva gestire fino a otto canali di sintesi in parallelo) a suscitare il maggior stupore. Nel 1978 il gruppo di ricerca CSELT sulle tecnologie vocali (futuro Loquendo) era l'unica realtà industriale al mondo, oltre AT&T, a disporre di una tecnologia di sintesi vocale di interesse industriale.
L'evoluzione di quel prototipo, con l'aumento del numero dei difoni (circa mille), l'affinamento degli strumenti di analisi linguistica (che permettono, per esempio in italiano, di distinguere automaticamente "àncora" da "ancòra") e il miglior trattamento della forma d'onda, portò negli anni successivi a un netto miglioramento della voce sintetica. Nasce così, nel 1981, il circuito integrato "sintetizzatore voce" sviluppato interamente in CSELT e inserito nel catalogo della SGS (poi SGS-Thompson e adesso STMicroelectronics) come periferica, con codice M8950, del microprocessore Z80 della Zilog: esso era capace di parlare in varie lingue, come italiano, inglese e francese con voce quasi naturale e con possibilità di una certa espressività (non si trattava più della voce "robotica" di MUSA).
Negli anni novanta nasce ELOQUENS, sintetizzatore vocale multi-piattaforma per diversi sistemi operativi (DOS, Windows, System 7, Unix, OS/2) o per schede telefoniche con elevatissimo numero di canali. Tali schede vengono impiegate dall'operatore telefonico nazionale per la realizzazione del servizio informazioni elenco abbonati inverso (per ottenere, a partire dal numero di telefono, nome, cognome e indirizzo dell'abbonato in elenco). Tale programma text-to-speech, inizialmente specializzato sulla sola lingua italiana, viene concepito per la diffusione commerciale.
Verso la fine del secondo millennio, la tecnica di sintesi cambia completamente, passando dall'approccio a difoni a quello di "selezione e concatenazioni di unità acustiche di lunghezza variabile", approccio reso possibile grazie all'aumentata potenza dei computer e soprattutto all'accresciuta capacità dei sistemi di archiviazione di massa. Nasce quindi ACTOR - The human sounding voice - che comincia a essere conosciuto dal grande pubblico grazie a numerosi servizi telefonici ma anche applicazioni per disabili creati da società collegate.
Negli anni 2000, con lo spin-off del gruppo di ricerca nella neo-costituita azienda Loquendo, il sintetizzatore cambia nome, assumendo quello della società stessa. Esso si arricchisce negli anni seguenti di un impressionante numero di lingue e voci (arrivando dopo dieci anni a disporre di più di trenta lingue e settanta voci, sia maschili che femminili) ed è l'unico sul mercato a fornire alcune lingue specifiche, come per esempio il catalano.
Il sintetizzatore, uscito dai laboratori di ricerca e diventato pienamente un prodotto commerciale, si dota quindi di numerosi strumenti di editing per realizzare audio sintetico arricchito da emozioni (tipico è il caso degli audio libri per ipovedenti realizzati con la tecnologia DAISY) e si presenta inoltre come libreria SW per realizzare i più svariati prodotti, dai piccoli dispositivi portatili - cellulari, navigatori e palmari, ai server telefonici multicanali/multilingua per call center (semi) automatici.

### Riconoscimento della voce
Poco dopo l'inizio delle ricerche sulla sintesi vocale, negli anni settanta, iniziano in CSELT anche quelle sul riconoscimento della voce e già agli inizi degli anni ottanta viene prodotto un primo prototipo capace di riconoscere i primi dieci numeri e alcuni comandi di base.
L'utilizzo dei modelli markoviani, utilizzato sin dall'inizio degli anni ottanta - inizialmente per riconoscere parole isolate- porta, nel 1984, allo sviluppo di un riconoscitore per frasi e parole connesse in collaborazione con ELSAG, un'altra azienda dello stesso gruppo IRI-STET.
La necessità di produrre riconoscitori telefonici indipendenti dal parlatore porta alla realizzazione di basi dati con informazioni vocali contenenti i dati sulla voce di centinaia di persone diverse e nel 1987 viene realizzato il primo grande database ottenuto registrando al telefono, attraverso una procedura guidata automatica, la voce di più di 1000 persone chiamanti da tutta italia un server telefonico appositamente predisposto presso i laboratori dello CSELT. Il materiale così registrato permette l'addestramento dei modelli statistici markoviani e - anche attraverso l'implementazione di algoritmi di calcolo sofisticati - alla realizzazione di AURIS, il primo riconoscitore vocale commerciale che poteva "girare" nei più svariati dispositivi dotati di DSP - Digital Signal Processor.
Già dal 1983, dopo che il principale programma di ricerca statunitense sul riconoscimento vocale (DARPA) fu terminato nel 1977, iniziano le grandi collaborazioni europee (nell'ambito dei progetti finanziati dalla Comunità Europea, chiamati Esprit) e, assieme a una ventina di altre aziende e università di tutta Europa, negli anni novanta vengono raccolte basi dati vocali molto grandi in tutta Europa (complessivamente vengono contattate più di 65000 persone). In particolare il primo grande progetto è stato il progetto Esprit P26 - SIP (SIP - Advanced Algorithms and Architectures for Speech and Image Processing), seguito immediatamente da ESPRIT P2218 - SUNDIAL, terminato all'inizio del decennio successivo.
Tutto questo materiale, unito a un nuovo approccio misto modelli markoviani - reti neurali porta alla realizzazione di FLEXUS, primo riconoscitore vocale a vocabolario flessibile, che porta il riconoscimento alla portata dei più svariati servizi telefonici.
A metà degli anni ottanta iniziò il progetto del microprocessore RIPAC (Riconoscitore di Parlato Connesso), tra i primi circuiti integrati in assoluto per il riconoscimento vocale continuo (cioè della catena parlata e non di sole parole isolate).
La dimostrazione sperimentale dell'utilità di queste tecnologie per utenti disabili, come tetraplegici o non vedenti, anche con la combinazione di differenti applicazioni di tecnologie vocali (segnalatesi per l'alta qualità) portò il centro alla vincita del «Telework Award», primo premio dell'European Telework Week 1998.
Gli anni 2000 portano anche per il riconoscitore vocale il cambio di nome, assumendo quello della neonata azienda Loquendo, lo sviluppo di innumerevoli lingue e il rilascio del riconoscitore anche sotto forma di libreria SW per la realizzazione delle più svariate applicazioni telefoniche. I processori della famiglia TMS320 della Texas Instruments sono stati spesso usati come hardware di riferimento per le applicazioni vocali di CSELT: queste ultime vengono espressamente citate nelle specifiche tecniche del TMS320 come applicazioni tipiche fornite da terze parti.
Vengono introdotti svariati sistemi per la scrittura di grammatiche a stati finiti e sistemi che fanno uso di modelli del linguaggio naturale.
Continuano le campagne di raccolta di basi dati vocali, uscendo dall'Europa e spostandosi nei paesi del Mediterraneo, nel Sud, Centro e Nord America, e infine nei Paesi dell'Estremo Oriente. Furono registrate decine di migliaia di ore di voce contattando centinaia di migliaia di persone nei paesi delle regioni elencate. Le raccolte sono state eseguite sia per telefono fisso, che in veicoli vari per i telefoni mobili e anche in casa con microfoni ad alta qualità per applicazioni consumer (videogiochi, elettrodomestici e domotica in generale).

### Sistemi di dialogo
L'unione di FLEXUS e ACTOR in un sistema di dialogo avanzato, DIALOGOS, permette la realizzazione di servizi telefonici estremamente all'avanguardia per quegli anni: il sistema informazioni abbonati telefonici (Servizio 12) e il sistema di informazioni ferroviarie (Servizio FS Informa).

### Riconoscimento del parlatore
Lo sviluppo applicativo delle attività di ricerca sul riconoscimento del parlatore iniziò a metà degli anni duemila, cioè quando sono state disponibili basi dati vocali specifiche per questo compito. Sono quindi state compiute alcune sperimentazioni, in collaborazione con il Politecnico di Torino, su due diversi fronti: "identificazione" e "verifica" del parlatore. Tale sviluppo affonda comunque le sue radici nell'attività di ricerca del gruppo nei decenni precedenti: per dare un riferimento più preciso ricordiamo che CSELT ha ottenuto la pubblicazione già nel 1988 - applicato nel 1983 - del primo brevetto concesso a livello internazionale dall'Italia nel riconoscimento del parlatore, e uno dei primi al mondo..
Il successo delle attività di ricerca ha poi spinto l'azienda a passare alla fase di sviluppo di prodotti specifici per questi compiti commercializzati sia come librerie SW che attraverso le piattaforme abilitanti descritte più in basso, che saranno di interesse anche per l'ente internazionale di standardizzazione W3C.

### Codifica della voce
Le attività sulla codifica della voce iniziano ancora prima di quelle sul riconoscimento e la sintesi della voce, con l'obiettivo di realizzare dispositivi (Codec) e cancellatori d'eco capaci di aumentare il più possibile il numero di conversazioni telefoniche che possono transitare in un unico cavo (o in una connessione satellitare) senza perdere l'intelligibilità della voce.
Sul finire degli anni settanta gli studi e le sperimentazioni portarono alla realizzazione di algoritmi per la codifica del segnale vocale telefonico e a stabilire la normativa europea CCITT conosciuta come codifica A-law (codifica logaritmica a otto bit di tipo "A" per segnale limitato in banda a 8 kHz), normativa poi applicata nei Codec per le linee telefoniche ISDN a 64 kBit/s.
Negli anni successivi furono poi realizzati codificatori ancora più spinti (usati nelle centrali telefoniche) e, all'interno del consorzio PAN-europeo GSM, il codificatore da usare nei cellulari mobili di seconda generazione.
Contemporaneamente vengono realizzati Codec per la trasmissione di segnale ad alta qualità nella pur limitata banda telefonica di 8 kHz, utili per applicazioni di audio e videoconferenza. Gli studi sulla codifica del segnale vocale vengono lasciati ad altri gruppi dello CSELT.

### Piattaforme abilitanti
Sul finire degli anni novanta lo sviluppo di internet nella forma conosciuta adesso (ipertesti navigabili residenti su server diversi che abbracciano il pianeta in un'unica grande rete) fa nascere l'esigenza di rendere disponibili questi testi anche in voce attraverso il telefono.
Allo stesso tempo i sistemi IVR - Interactive Voice Response diventano sempre più diffusi e servono strumenti HW e SW per sviluppare velocemente nuove applicazioni telefoniche. È evidente a tutti che i modelli di sviluppo che hanno portato alla realizzazione di sistemi complessi come l'automazione del Servizio informazioni elenco abbonati o il Servizio Automatico Informazioni Ferroviarie sono troppo rigidi e non permettono lo sviluppo di nuove applicazioni.
Si sente quindi l'esigenza di avere piattaforme abilitanti per servizi telefonici automatici in voce che siano scalabili e facilmente programmabili. Viene allora creato un apposito gruppo di lavoro che, unendo gli sforzi di tutti i gruppi, sviluppa un prototipo di voice browser che viene presentato al pubblico a SMAU nel 2000 con il nome di VoxNauta. Il successo è tale che Telecom Italia decide di fare uscire, dai laboratori di ricerca, il gruppo di sviluppo e piattaforma (chiamato inizialmente Technovoice) e crea così l'azienda Loquendo il 1º febbraio 2001, inizialmente una struttura di circa 250 persone avente come nuovo Amministratore Delegato Silvano Giorcelli (che rimarrà fino al 2005) e comprendente il nucleo originario di ricerca CSELT nel settore vocale.
Nel corso degli anni VoxNauta viene sviluppato in diverse forme scalabili: dai piccoli server ai grandi sistemi di classe Enterprise con migliaia di linee e viene installato in centinaia di aziende in tutto il mondo (in funzione delle lingue/voci disponibili al momento).
La nascita di standard nella scrittura di servizi telefonici (VoiceXML - con la contribuzione della stessa Loquendo) e di protocolli (MRCP) per la connessione di server dedicati alle tecnologie vocali a server telefonici dà la spinta alla creazioni di Speech Server puramente Software, ospitanti i sistemi di sintesi e riconoscimento di Loquendo.
Questa attività continua di ricerca e sviluppo portò Loquendo a essere uno dei marchi più universalmente noti del settore della sintesi e riconoscimento della voce.

### Loquendo nel mondo dello spettacolo
Come già accennato, la prima apparizione del sistema text-to-speech dell'allora CSELT per il grande pubblico risale al 1978 su disco audio a 45 giri, in cui il sintetizzatore vocale canta a più voci la canzoncina Fra' Martino campanaro.

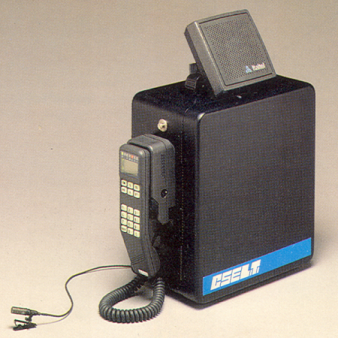
Prototipo di telefono cellulare con riconoscitore vocale (progetto ARS, anni novanta)

La successiva presenza dei prodotti di sintesi e riconoscimento voce del gruppo di ricerca torinese nel mondo dello spettacolo risale al 1992 nella prima scena del film Nel continente nero di Marco Risi con Diego Abatantuono. Il giovane e brillante manager Alessandro Benini sta illustrando in un'importante riunione che si svolge a Roma il suo brevetto di attivazione di un telefono cellulare tramite una password vocale, quando la madre lo avverte di avere ricevuto da Mombasa la notizia della morte del padre, Alfonso, partito da venti anni e del quale non avevano più saputo nulla.
L'apparecchio mostrato è un prototipo di telefono cellulare GSM, grosso quanto una valigetta ventiquattrore, che l'attore attiva a voce tramite la parola chiave "marmellata". In realtà tale telefono, costruito nei laboratori dello CSELT, montava un riconoscitore vocale che permetteva di effettuare la composizione del numero "a voce" dettandolo cifra per cifra o estraendolo da una rubrica telefonica. Ovviamente erano anche presenti tutti i comandi per effettuare o per rispondere a una chiamata. L'attivazione con password vocale nel film era semplicemente un'invenzione dello sceneggiatore: il telefono si attivava infatti con il comando fisso "attiva servizio" e si spegneva con "fine servizio", comandi che potevano essere pronunciati da chiunque essendo il riconoscitore indipendente dal parlatore.
Il sintetizzatore Loquendo ricompare per alcuni anni in radio, nella trasmissione radiofonica Golem di Gianluca Nicoletti (dal 1993 al 2004). In quell'occasione, Eloquens è la voce del Golem, una figura immaginaria della mitologia ebraica e del folklore medievale. Un gigante di argilla forte e ubbidiente, impiegato per svolgere lavori pesanti e come difensore del popolo.
Nel 2000 il presentatore Teo Mammucari decide di inserire nella sua trasmissione televisiva di scherzi telefonici Libero anche un breve intermezzo in cui il destinatario dello scherzo è il sistema automatico "FS Informa" delle Ferrovie dello Stato sviluppato da Loquendo. In quell'occasione, diventata dopo un po' di puntate un "rito", il presentatore diverte il pubblico pronunciando parole senza senso che confondono il riconoscitore vocale (addestrato su alcune migliaia di stazioni ferroviarie) e portano il servizio telefonico a tentare di costruire dei percorsi ferroviari del tutto improbabili.
Durante l'introduzione di Sly 3: L'onore dei ladri per PlayStation 2, il team di doppiaggio Italiano ha utilizzato Loquendo per doppiare la voce dell'allarme della base in cui si stava infiltrando il protagonista.
Nel 2008 Loquendo compare anche su YouTube con video comici o supposti tali e tutorial preparati da utenti di lingua spagnola soprattutto dall'America Latina utilizzando il TTS di Loquendo per la traccia audio. L'anno dopo anche in Italia avviene questo fenomeno che tuttora oggi vive, seppur non è più popolare come una volta. L'Italia, la Spagna e gli stati dell'America Latina sono gli unici paesi al mondo che hanno utilizzato Loquendo e continuano a utilizzarlo per tali scopi.

### Cessione dell'azienda
Negli anni si sono avuti diversi annunci di cessione di Loquendo ad altre aziende.
Gli ultimi in ordine di tempo sono stati quelli dell'estate 2011 in cui veniva annunciato l'interesse verso l'azienda torinese di due diverse multinazionali statunitensi: Nuance e Avaya.
La prima, essendo una diretta concorrente dell'azienda italiana, suscitava un certo grado di preoccupazione nei lavoratori di Loquendo che temevono lo smembramento del gruppo di ricerca e sviluppo e la scomparsa dall'Italia di un marchio eccellente e delle conoscenze acquisite in quarant'anni di attività.
La seconda azienda appariva invece più interessante perché complementare alle attività portate avanti da Loquendo; Avaya infatti non è dotata di tecnologie di sintesi vocale, riconoscimento vocale e identificazione del parlatore e quindi avrebbe potuto avere un notevole interesse a fare crescere in casa queste tecnologie piuttosto che continuare a comprarle fuori (classico dilemma "make or buy").
Queste notizie sono state seguite con notevole interesse dai lavoratori, dagli enti locali di Torino e del Piemonte e dall'intera comunità scientifica internazionale.
Alla fine però, il 13 agosto 2011, Telecom Italia ha pubblicamente annunciato la cessione dell'intero pacchetto azionario in suo possesso, pari al 99,98% del totale, all'americana Nuance Communications accordandosi per un Enterprise Value di 53 milioni di euro. Al momento della vendita, Loquendo è stabilmente in attivo di bilancio, con 65% di fatturato dovuto al commercio con l'estero.

## Nuance - Loquendo
Dopo la cessione il marchio Loquendo viene mantenuto, con un vincolo sui livelli occupazionali in Italia per diciotto mesi..
Nel 2015 Loquendo impiega 75 dipendenti.

## Prodotti
- Riconoscimento vocale
- Riconoscimento del parlatore
- Portali vocali come i-TIM Voice 4444, Servizio 412 di Telecom Italia
- Servizi informativi come FS-Informa: 892021

## Numeri
Nel 2008 ha ottenuto ricavi per 17 milioni di euro e utili per 1,2 milioni.

## Riconoscimenti
Nel 2009 viene riconosciuta con il "Market Leader Award" dalla rivista Speech Technology Magazine per "accuratezza, costo, integrazione, personalizzazione, innovazione".